# 中國民主同盟總部舊址
中國民主同盟總部舊址位於重慶市市中區人民巷7號（原國府路300號），紀念抗日戰爭勝利及解放重慶建築物，文物遺址年代為1946年，1987年1月23日列為重慶市第二批市級文物保護單位初定名單。1992年3月19日列為重慶市第二批市級文物保護單位。1994年5月被拆除。